# Ceroplastes rotundus
Ceroplastes rotundus är en insektsart som beskrevs av Hempel 1900. Ceroplastes rotundus ingår i släktet Ceroplastes och familjen skålsköldlöss. Inga underarter finns listade i Catalogue of Life.